# Jon S. von Tetzchner
Jon Stephenson von Tetzchner (Seltjarnarnes, 29 de agosto de 1967) es un programador y empresario islandés. Es el actual cofundador y CEO de Vivaldi Technologies, la compañía que desarrolla el navegador web Vivaldi entre otros servicios. Anteriormente Tetzchner fue cofundador y CEO de Opera Software hasta 2011, año en que abandonó la compañía.

## Opera Software
Stephenson es graduado en ciencias de la computación por la Universidad de Oslo, en Noruega. Junto con Geir Ivarsøy formaba parte de un grupo de investigación en la compañía telefónica estatal noruega (conocida ahora como Telenor) en la que desarrollaban el software de navegación llamado MultiTorg Opera. Tras el abandono del proyecto por parte de Telenor, Geir y Jon obtuvieron los derechos del software y fundaron su propia compañía, en la que continuaron el trabajo. Conocido ahora como Opera, este navegador de Internet ha llegado a ser muy popular, a pesar de la competencia. Opera Software ha crecido hasta alcanzar casi 200 empleados desde que se trasladó por primera vez a sus oficinas actuales en Oslo, Noruega.
El jueves, 21 de abril de 2005, proclamó que, si el número de descargas de la nueva versión de su navegador (Opera 8) llegaba a un millón en cuatro días, cruzaría a nado el Océano Atlántico desde Noruega hasta los Estados Unidos. La cifra del millón se alcanzó, y Opera Software anunció que von Tetzchner cumpliría su palabra. Los días 25 de abril y 26 de abril la página web oficial de Opera describió el "intento" poco serio de cruzar el Atlántico y su rápido y cómico "fracaso".

## Vivaldi Technologies
En diciembre de 2013, Tetzchner fundó la empresa Vivaldi Technologies y lanzó el sitio de la comunidad en línea vivaldi.net. Vivaldi.net incluye un foro, blogs, chat, fotos y un servicio gratuito de correo electrónico llamado Vivaldi Mail. El 27 de enero de 2015, Vivaldi Technologies anunció el lanzamiento de su nuevo navegador web Vivaldi. Su versión 1.0 salió en abril de 2016.